# Cyrtodactylus variegatus
Cyrtodactylus variegatus är en ödleart som beskrevs av  Edward Blyth 1859. Cyrtodactylus variegatus ingår i släktet Cyrtodactylus och familjen geckoödlor. Inga underarter finns listade i Catalogue of Life.